# Defensive end

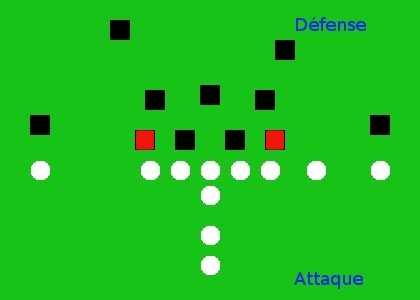
o Defensive end, em vermelho, na formação 4-3

Defensive end (DE) ou "Ponta Defensivo", é um jogador de futebol americano que se posiciona nos cantos da linha defensiva. Ele tem a função de atacar o quarterback adversário e também de fazer tackles.
A linha defensiva é tipicamente composta por 3 ou 4 jogadores; sendo portanto os 2 no lado chamados "defensive ends". Todos pressionam a linha de ataque, impedindo corridas e tentando derrubar o quarterback. Comparados com os Defensive Tackles, os Defensive Ends são tipicamente um pouco menores e mais rápidos.